# Bitheca involuta
Bitheca involuta är en tvåvingeart som beskrevs av Marshall 1987. Bitheca involuta ingår i släktet Bitheca och familjen hoppflugor.
Artens utbredningsområde är Ecuador. Inga underarter finns listade i Catalogue of Life.